# Духовные академии Русской православной церкви
Духо́вные акаде́мии Ру́сской правосла́вной це́ркви — учебные заведения в Российской империи, СССР, а затем ряда стран, входящих в каноническую территорию Русской православной церкви, дающие высшее духовное образование, для служения Церкви в виде пастырской, преподавательской и научно-богословской деятельности.
Старейшая из всех духовных академий Русской православной церкви — Киевская, за ней следуют (по времени основания) — Московская, Санкт-Петербургская и Казанская (ныне не действует). В 1990-е годы были основаны Минская и Кишинёвская духовные академии. В 2021 году решением Священного синода Сретенская духовная семинария преобразована в академию.

## История
Первой в России академией, выполнявшей функцию подготовки духовных лиц, в том числе архиереев, а также функции трибунала и цензуры по делам веры, стала Славяно-греко-латинская академия, основанная в 1687 году. Академия финансировалась Казённым и Патриаршим приказами. Вместе с тем Славяно-греко-латинская академия не являлась исключительно духовным высшим образовательным учреждением, так как готовила своих выпускников не только к церковному служению, но и к государственной службе, и была всесословным учебным заведением в соответствии с Академической привилегией. Обучение было разделено на восемь классов («школ»), которые включали в себя четыре низших класса, два средних и два высших.
Духовные академии Российской империи XVII—XVIII веков готовили научные кадры не только для Церкви, но и для государственной службы. С учреждением и развитием светских учебных заведений духовно-учебные заведения, в том числе и академии, должны были сделаться специальными заведениями для «образования благочестивых и просвещённых служителей Слова Божия».
Академии состояли в главном заведовании Святейшего синода и находились под начальственным попечением местных епархиальных архиереев и управлялись при ближайшем наблюдении и руководстве ректора — лица духовного сана, преимущественно монашествующего, — советом и правлением из профессоров: ведению совета подлежали дела, касающиеся учебной и учёной части, правление заведовало также и хозяйственными делами.
Главное наблюдение за ходом академических дел принадлежало ректору, которому предоставлялось право в случае необходимости делать внушения и замечания всем вообще должностным лицам Академии. Во всех Академиях были организованы обширные научные библиотеки, состав которых приспособлен к потребностям высшего духовного образования. В Академии принимали окончивших курс наук в духовных семинариях и классических гимназиях после успешного прохождения вступительных экзаменов.
Во времена Российской империи студенты помещались в академических зданиях на казённом содержании, своекоштные студенты допускались только в качестве пансионеров и жили вместе с казеннокоштными студентами. Наблюдение за поведением студентов принадлежало инспектору академии — лицу, предпочтительно имеющему духовный сан, и его помощникам.
Со времени преобразования духовных училищ в 1808 году устав духовных академий был неоднократно изменяем: по уставу 1814 года в круг академического преподавания входили, между прочим, физика и математика; академиями управляли — ректор, конференция и правление; высшее управление принадлежало сначала комиссии духовных училищ, а с 1839 года, после упразднения последней, сосредоточено было в Синоде. Профессора и бакалавры преподавали науки применительно к рекомендованным учебным пособиям и программам. Обучение продолжалось четыре года; первоначально было два курса, старший и младший — по два года каждый; затем были организованы четыре одногодичных курса.
Со второй половины XIX века стало негласным правило, что ректорами Академий должны быть лица в епископском сане. Эта норма не была чётко зафиксирована, и ректорами в то время становились лица, не являющиеся епископами. Но со временем тенденция назначения викарных епископов на ректорские должности в Академиях продолжала только усиливаться.
Уставом 1869 года расширены были права академических советов, возвышены требования по отношению к условиям избрания профессоров, предметы преподавания разделены на три группы: богословскую, церковно-историческую и церковно-практическую, выбор которых предоставлен был студентам; допущены были наряду с казеннокоштными студентами своекоштные, жившие вне академий, и таким образом число студентов значительно возросло. Публичные диспуты — докторские и магистерские — оживляли академическую деятельность, и учёная производительность академий сильно поднялась. Устав этот был в силе до 1884 года.
По уставу 1884 года, разработанному для духовных академий в Российской империи, в них должны преподаваться следующие науки: богословские, исторические, церковно-практические (например: церковное право), философские и словесные, а также древние языки (древнегреческий, латинский, древнееврейский и арамейские) и новые языки (английский, немецкий, французский, итальянский, испанский). Большая часть этих предметов была обязательна для всех студентов. Духовные академии имели право предоставлять учёные степени доктора, магистра и кандидата богословских наук. Преподавание вели профессора ординарные и экстраординарные, доценты и лекторы новых языков. По мнению многих современников, устав 1884 года явился шагом назад. Ряд других факторов социального и культурного характера обусловили в конечном счёте снижение к концу XIX века уровня образовательной и воспитательной жизни в духовных школах вообще и в МДА, в частности.
Академический устав 1910 года ещё предполагал возможность того, что ректором академии может стать даже представитель белого духовенства — исключение Московская и Киевская духовные академии: там ректор должен быть в обязательном порядке из монашествующих, но согласно изменениям, внесённым в Устав в 1911 году, ректором духовной академии мог быть только епископ с учёной степенью не ниже магистра богословия
Вскоре после Декрета об отделении церкви от государства и школы от церкви всякое религиозное образование фактически оказалось под запретом. В этих условиях профессора духовных академий и духовенство и представители церковной интеллигенции попытались организовать светские богословские институты: в 1918 году была образована Православная народная академия в Москве, в 1920 году Петроградский богословский институт в Петрограде, в 1921 году — Казанский богословский институт. Все они вскоре были закрыты властями.
6 июня 1946 года председатель Совета по делам Русской православной церкви Г. Г.Карпов дал разрешение на открытие трёх духовных академий и преобразовании Богословско-пастырских курсов в семинарии. Митрополит Григорий (Чуков) составил положения о духовных академиях и семинариях, которые 19 июня были приняты Учебным комитетом, а 20 июня утверждены Священным синодом РПЦ.
8 декабря 2016 года руководитель Федеральной службы по надзору в сфере образования и науки (Рособрнадзор) Сергей Кравцов подписал приказы № 2071 и № 2072 о государственной аккредитации образовательной деятельности религиозных организаций — духовной образовательной организации высшего образования «Санкт-Петербургская духовная академия Русской православной церкви» и духовной образовательной организации высшего образования «Московская духовная академия Русской православной церкви». Наличие свидетельства о государственной аккредитации позволяет предоставлять абитуриентам при поступлении в духовные академии льготы, предусмотренные законодательством Российской Федерации, а студентам очной формы обучения — отсрочку от призыва на срочную военную службу. Академии будут выдавать своим выпускникам диплом о высшем профессиональном образовании государственного образца, который даёт право в дальнейшем на поступление в магистратуру, а также признаётся работодателями как государственных, так и негосударственных учреждений.

## Духовные академии и иные вузы РПЦ
действующие
- Московская духовная академия (1687—1922, с 1944)
- Санкт-Петербургская духовная академия (1809—1918, с 1946)
- Киевская духовная академия (1615—1919, с 1992)
- Свято-Сергиевский православный богословский институт (с 1925)
- Свято-Филаретовский институт (с 1989)
- Православный Свято-Тихоновский гуманитарный университет (с 1992)
- Минская духовная академия (с 1996)
- Кишинёвская духовная академия (с 1997)
- Черновицкий православный богословский институт (с 1999)
- Общецерковная аспирантура и докторантура имени святых равноапостольных Кирилла и Мефодия (с 2009)
- Сретенская духовная академия в Москве (с 2021)

упразднённые
- Казанская духовная академия (1797—1818, 1842—1921)
- Царицынский православный университет преподобного Сергия Радонежского (1993—2016)
- Новосибирский Свято-Макарьевский православный богословский институт (1995—2019)
- Ужгородская богословская академия имени святых Кирилла и Мефодия (2002—2014)

## Болонский процесси богословское образование
По инициативе Патриарха Кирилла в РПЦ началось реформирование духовного образования. Преобразования нацелены на интеграцию российского духовного образования в европейское и отечественное образовательное и научное пространство. Главная цель реформы — это повышение уровня и качества духовного образования России.
В соответствии с Болонским процессом духовное образование в РПЦ будет трёхуровневым:
- Первый уровень — это бакалавриат: 4 (обязательных) года + 1 (пастырский и практический) год обучения в Семинарии, итогом которого становится написание Дипломной работы на соискание степени «Бакалавр богословия».
- Второй уровень — это магистратура: 2-х годичная программа в духовных академиях, итогом которой становится написание Магистерской диссертации на соискание степени «Магистр богословия».
- Третий уровень — это аспирантура: 3-х годичная программа в духовных академиях, итогом которой становится написание Кандидатской диссертации на соискание степени «Кандидат богословия» (в европейской классификации — «Доктор теологии I степени»).
- Кандидаты богословия могут продолжить заниматься богословскими науками в докторантуре при Общецерковной аспирантуре и докторантуре им. свв. Кирилла и Мефодия («Доктор теологии II степени» или "англ. Doctor of Divinity).